# Tiger Airways
A Tiger Airways ou tigerair foi uma companhia aérea de baixo custo com sede em Singapura que operava voos pela Ásia-Pacifico. Ela esforça-se para oferecer constantemente, em pontos convenientes, as tarifas aéreas mais baixas aos passageiros.
A tiger airways levantou voo em Setembro de 2004 a partir de Singapura com dois aviões na sua frota e 3 rotas na sua rede. 
Em 4 anos de funcionamento, a companhia opera a partir de Singapura e Melbourne, com uma terceira base em Adelaide para iniciar operações no início de 2009.
Actualmente a Tiger Airways voa para mais de 25 destinos em 9 países na Ásia e Austrália, com uma frota de novos aviões Airbus A320.

## Estrutura do Grupo
O Grupo das aviações Tiger é constituido pelas Tiger Airways na Austrália e Tiger Airways em Singapura , ambas 100% detidas pela Tiger Aviation Private Limited.

## Estratégias de Negócio Fundamentais
A Tiger Airways opera em três estratégias de negócio focalizadas sobre o cliente:
1. Estimulação de Mercado - criar oportunidades para novos viajantes e habilita orçamento-consciente pessoas a voar com mais frequência, tornando a sua viagem com preços consistemente acessíveis e de baixas tarifas;
2. Controlos de custo rigorosos nas nossas operações para que possam manter os preços consistentemente baixos para viajantes;
3. Capacidade de utilização - maximizar o número de sectores servidos pelos nossos aviões por dia, com planejamento eficiente do tráfego aéreo. (Tiger, 2007).

## Pacotes e Ofertas para passageiros
- 10% desconto sobre as tarifas de voo exclusivamente para titulares do cartão Visa Gold;
- Regimes como "Flight Combos" e "Early Bird Savers" para manter as tarifas económicas de voos Tiger ao longo do ano.

## Facilidades e Serviços
- Alimentos e bebidas a bordo;
- Compras a bordo;
- Pagamentos facilitados com Cartão de crédito (Visa e Visa Gold).

## Modo de compra de Bilhetes
- Reserva on-line disponível;
- Bilheteiras localizadas na Austrália, Singapura, China, Filipinas, Índia, Tailândia e Vietname;
- Os bilhetes estão também disponíveis através de agências de viagens.

## Taxas
Os passageiros podem viajar com uma bagagem de mão até 7 kg sem custos adicionais, mas para bagagens maiores existe uma taxa a cobrar. O preço é baseado na quantidade de bagagem do "Check In" e pode ser agendada online no momento da compra do bilhete.
Os passageiros podem escolher o seu lugar aquando da reserva mediante o pagamento de uma [taxa] adicional, "extra legroom" e lugares de saída de emergência estão também disponíveis por uma pequena taxa. (Airfares, 2008).